# Kirowsk (Murmansk)
Kirowsk (russisch Кировск) ist eine Stadt in der Oblast Murmansk in Russland mit 28.625 Einwohnern (Stand 14. Oktober 2010). Die Bergbaustadt liegt ungefähr 175 km südlich von Murmansk am Südrand der Chibinen am See Bolschoi Wudjawr.

## Geschichte
Der Ort wurde 1929 unter dem Namen Chibinogorsk (Хибиногорск) gegründet, um Apatit- und Nephelinvorkommen abzubauen, die von einer Expedition unter Alexander Fersman entdeckt worden waren. 1931 erhielt der Ort die Stadtrechte und wurde 1934 zu Ehren des Funktionärs Sergei Kirow umbenannt, der den Aufbau der Bergbauindustrie in Kirowsk geplant hatte und in jenem Jahr ermordet wurde.

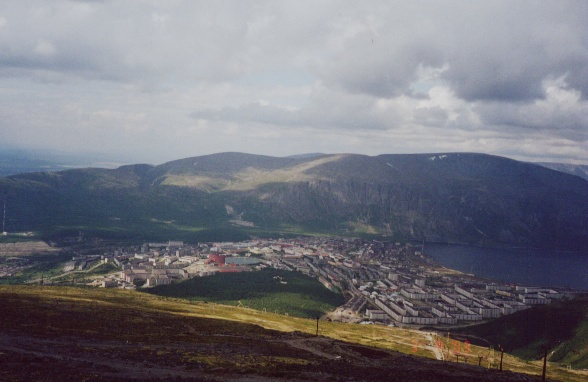
Gesamtansicht der Stadt von Osten
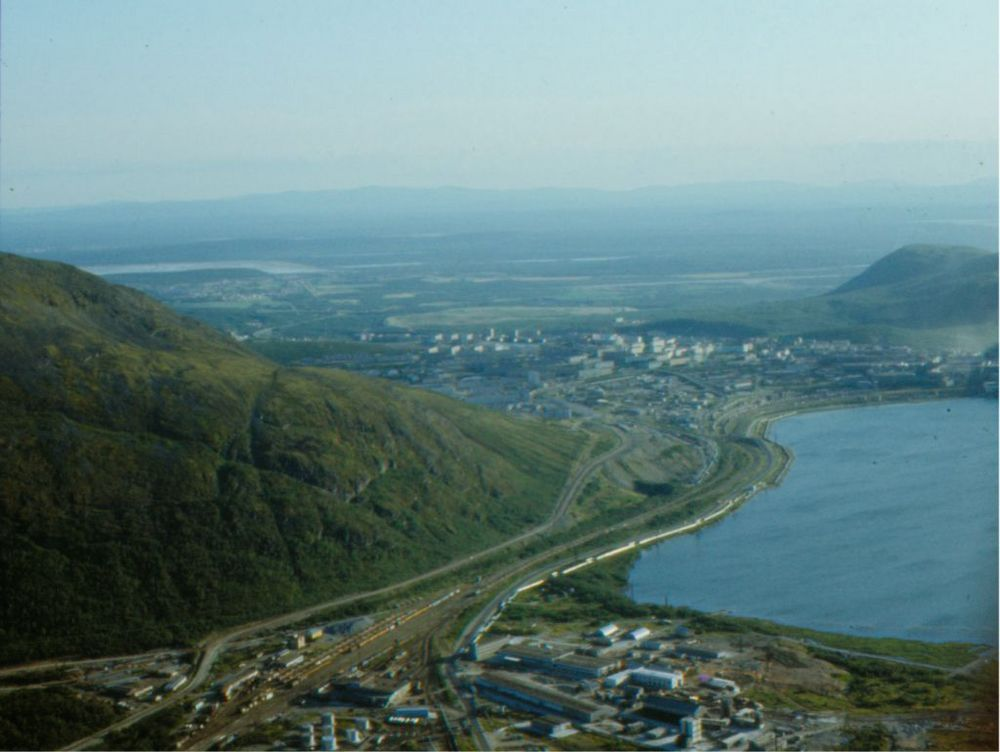
Stadt und See von Norden (1989)
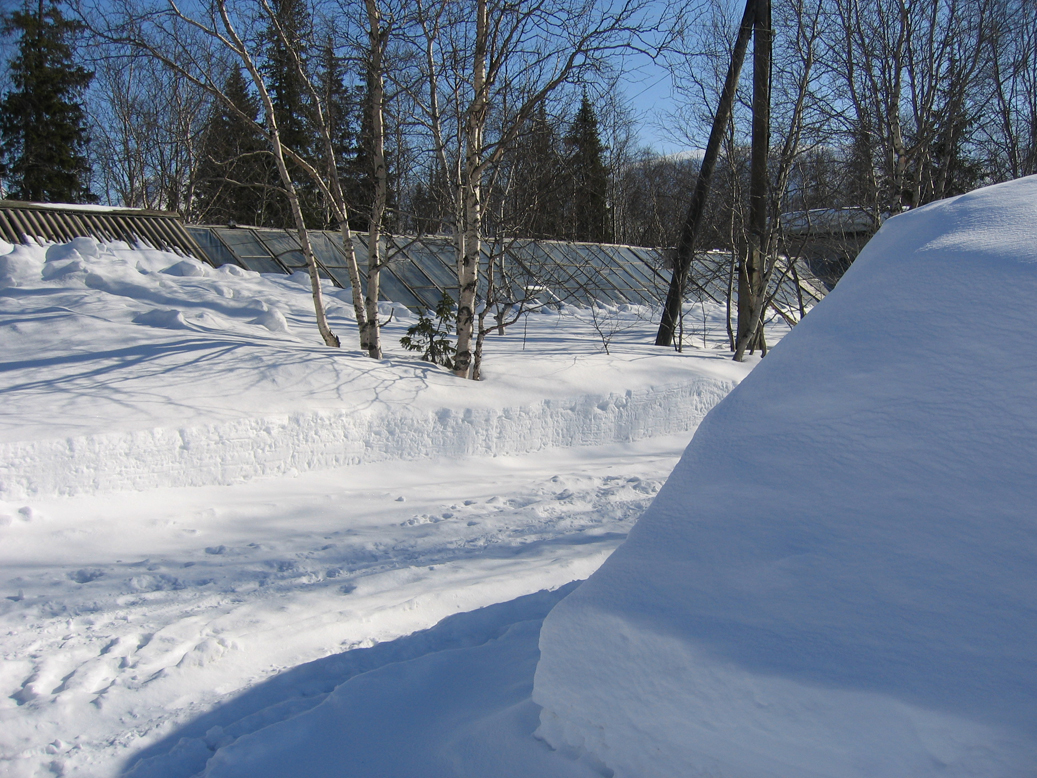
Gewächshaus im Botanischen Garten von außen – im April

### Bevölkerungsentwicklung
| Jahr | Einwohner | Bemerkung                                                        |
| ---- | --------- | ---------------------------------------------------------------- |
| 1939 | 31.492    | davon 8.950 Arbeitersiedlung Kukiswumtschorr (eingemeindet 1958) |
| 1959 | 39.047    |                                                                  |
| 1970 | 38.484    |                                                                  |
| 1979 | 40.521    |                                                                  |
| 1989 | 43.526    |                                                                  |
| 2002 | 31.593    |                                                                  |
| 2010 | 28.625    |                                                                  |

Anmerkung: Volkszählungsdaten

## Sehenswürdigkeiten
In Kirowsk befindet sich der Polar-Alpine Botanische Garten, einer der nördlichsten botanischen Gärten der Welt. Die touristische Bedeutung der Region als Skigebiet sowie als Ausgangspunkt für Wanderungen steigt.

## Weiterführende Bildungseinrichtungen
- Fakultät des Sankt-Petersburger Staatlichen Bergbauinstituts
- Filiale der Staatlichen Universität Kostroma

## Städtepartnerschaften
- Tornio, Finnland
- Gällivare, Schweden

Die Städtepartnerschaft mit Harstad in Norwegen wurde 2022 seitens des Gemeinderates Harstad auf Grund des russischen Angriffskrieges gegen die Ukraine beendet.

## Söhne und Töchter der Stadt
- Wenedikt Wassiljewitsch Jerofejew (1938–1990), Schriftsteller
- Jewgeni Prokopjewitsch Beljajew (1954–2003), Skilangläufer
- Leonid Melnikow (* 1965), Skirennläufer
- Darja Serowa (* 1982), Freestyle-Skierin
- Anastassija Sergejewna Romanowa (* 1993), Skirennläuferin